# Liste des monuments historiques protégés en 1885
Cet article recense les monuments historiques français classés en 1885.

## Protections
| Édifice                              | Commune       | Département | Région                  | Protection | Base Mérimée                         | Coordonnées                        | Image |
| ------------------------------------ | ------------- | ----------- | ----------------------- | ---------- | ------------------------------------ | ---------------------------------- | ----- |
| Hôtel-Dieu-le-Comte de Troyes        | Troyes        | Aube        | Grand-Est               | classé     | « PA00078266 », notice no PA00078266 | 48° 17′ 48″ nord, 4° 04′ 42″ est   |       |
| Église de l'Assomption-de-Notre-Dame | Bény-sur-Mer  | Calvados    | Normandie               | classé     | « PA00111081 », notice no PA00111081 | 49° 17′ 26″ nord, 0° 26′ 10″ ouest |       |
| Tour de l'horloge de Beaune          | Beaune        | Côte-d'Or   | Bourgogne-Franche-Comté | classé     | « PA00112102 », notice no PA00112102 | 47° 01′ 32″ nord, 4° 50′ 16″ est   |       |
| Remparts de Parthenay                | Parthenay     | Deux-Sèvres | Nouvelle-Aquitaine      | classé     | « PA00101314 », notice no PA00101314 | 46° 38′ 43″ nord, 0° 13′ 59″ ouest |       |
| Église Saint-Pierre-et-Saint-Paul    | Grand-Brassac | Dordogne    | Nouvelle-Aquitaine      | classé     | « PA00082568 », notice no PA00082568 | 45° 18′ 00″ nord, 0° 29′ 09″ est   |       |
| Église Saint-Sulpice                 | Pierrefonds   | Oise        | Hauts-de-France         | classé     | « PA00114804 », notice no PA00114804 | 49° 20′ 37″ nord, 2° 58′ 33″ est   |       |